# Dytiscus latissimus
Dytiscus latissimus és una espècie de coleòpter capbussador dins la família Dytiscidae.

## Descripció
Dytiscus latissimus pot arribar a fer 38-44 mm de llargada. És similar en estructura a l'espècie Dytiscus marginalis, però és més gros i més ample. És un depredador que s'alimenta de gran varietat de preses, incloent altres insectes, els capgrossos i petits peixos. Abans de submergir-se recull bombolles d'aire en les seves ales el qual passa pels espiracles.

## Distribució
Es troba al centre i nord d'Europa. Està oficialment protegida a la UE.

## Hàbitat
Habita en llocs de vegetació densa principalment de Carex i Equisetum, a les vores dels llacs o en basses profundes.

## Galeria

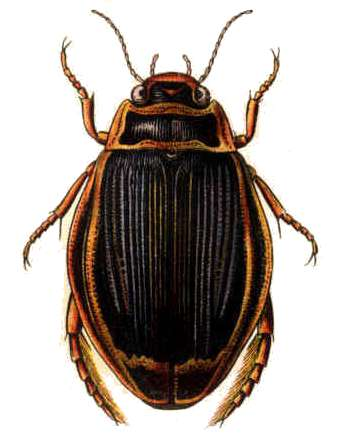
Il·lustració de Fauna Germanica: Die Käfer des deutschen Reiches (vol. I, pl. 39) (1908)